# 東彼観光
有限会社東彼観光（とうひかんこう）は、長崎県東彼杵郡川棚町に本社を置く貸切バス（観光バス）専業のバス事業者（一般貸切旅客自動車運送業者）である。通称、東彼観光バス。

## 概要
2016年現在、バスの保有台数は大型車18両、中型車1両、小型車4両の計23両であり、長崎県内では長崎県交通局、長崎自動車、西肥自動車、島原鉄道に次ぐ規模を持つ。また、上記四社は長崎県内各地に路線バス事業も展開しているが、貸切専業としては東彼観光が県内最大級である。
バスの稼動率は九州でも上位であり、九州・山口などの高速道路や観光地にて頻繁に見かけることができる。

## 塗装
現行の車体塗装は虹をイメージしたオレンジ色となっている。